# Atimia
L'atimia (in greco antico: ἀτιμία?) era il termine che nella democrazia ateniese del periodo classico designava una qualunque limitazione dei diritti civili, fino alla loro totale perdita.
Il suo opposto era l'epitimia (in greco antico: ἐπιτιμία?), cioè il pieno possesso dei diritti civili, che era riservato a maschi adulti: donne, stranieri, bambini e schiavi non erano cittadini a pieno titolo, non potevano votare o ricoprire cariche pubbliche e dovevano avere dei maschi adulti che agivano come custodi della loro proprietà e dei loro interessi.

## Storia
Un uomo che era fatto diventare atimos, letteralmente "senza onore o valore", era tolto dalla politica ed era privato dei diritti politici posseduti da un normale cittadino: non poteva partecipare alle assemblee, non poteva servire come giurato nell'Eliea o proporre querele ai tribunali.
Il non poter partecipare alle assemblee in pratica distruggeva l'ambizione politica di un cittadino; non essere in grado di usare i tribunali per difendersi contro i nemici poteva essere socialmente invalidante. Significava anche la perdita del piccolo reddito che il servizio di giuria e la partecipazione alle assemblee provvedevano, che poteva essere significativo per i poveri inabili al lavoro.
L'atimia poteva essere inflitta come sanzione da parte dei tribunali per reati come l'adulterio o il rifiuto di divorziare da una moglie che era stata sedotta, o per essere il partner passivo in un rapporto omosessuale maschile, che era considerato femminilizzante perché "si faceva la donna" in quel ruolo, oppure quando un magistrato non consegnava un resoconto della somme di denaro ricevute, quando la sua magistratura terminava (Alogiou dike). L'atimia era applicata automaticamente anche quando un debito verso lo stato non era pagato dopo un certo tempo, per esempio se qualcuno non era in grado di pagare una multa. Non c'era limite massimo delle ammende che i tribunali potevano imporre ed esse potevano essere più grandi di tutto ciò che una persona possedeva. Sia i debiti sia lo stato di atimos erano ereditabili.
Il mancato rispetto dell'atimia era visto come un attacco al potere del popolo, rappresentato dai giudici che la avevano imposta. Il non rispettare l'atimia poteva portare alla pena di morte.